# Álcool cetoestearílico
Álcool cetoestearílico, álcool cetearílico ou álcool cetilestearílico é uma mistura de álcoois graxos, consistindo predominantemente em álcoois cetílicos (16 C) e estearílicos (18 C) e é classificado como um álcool graxo.
É usado como um estabilizador de emulsão, agente opacificante e surfactante de aumento de espuma, bem como um agente de aumento de viscosidade aquoso e não aquoso.
Ele confere uma sensação emoliente à pele e pode ser usado em emulsões água em óleo, emulsões óleo em água e formulações anidras. É frequentemente usado em condicionadores de cabelo e outros produtos para o mesmo.